# Afronta aurantiaca
Afronta aurantiaca är en plattmaskart som beskrevs av Libbie Henrietta Hyman 1944. Afronta aurantiaca ingår i släktet Afronta och familjen Haploposthiidae. Inga underarter finns listade i Catalogue of Life.